# Aigars Kalvītis

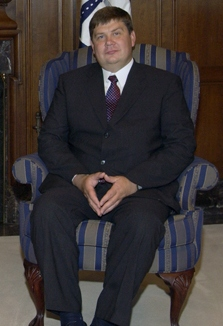
Aigars Kalvītis (2007).

Aigars Kalvītis   (Riga, 27 de juny de 1966) és un polític letó que va ocupar el càrrec de primer ministre.

## Biografia
Kalvītis es va graduar en econòmiques el 1992 a la Universitat d'Agricultura de Letònia. Des de 1992 fins a 1998 va estar treballant com a gerent en diverses empreses en temes relacionats amb l'agricultura. El 1997, Kalvītis va ser un dels fundadors del Partit Popular (TP) i el 1998 va ser elegit per primera vegada per al Saeima. Va ser ministre d'agricultura des de 1999 fins al 2000 i ministre d'economia del 2000 al 2002. El 2002, Kalvītis va ser reelegit per al Saeima i es va convertir en el líder del grup parlamentari del Partit Popular.
El 2 de desembre de 2004, es va convertir en el primer ministre de Letònia. Al principi Kalvītis va portar un govern de coalició format pel seu partit, el Partit de la Nova Era, la Unió de Verds i Agricultors i el Partit Letònia Primer. L'abril de 2006, el Partit de la Nova Era va deixar el govern i Kalvītis va liderar un govern de coalició en minoria format pels altres tres partits.
La coalició de govern es va mantenir en el poder fins al 7 d'octubre de 2006 i a les eleccions parlamentàries va obtenir un lleuger increment dels escons. Kalvītis va convertir-se en el primer govern a ser reelegit des de la independència de Letònia el 1991. El nou govern de coalició va estar format pel Partit Popular (TP), la Unió de Verds i Agricultors, el Partit Letònia Primer (LPP), Via Letona (LC) i el partit Per la Pàtria i la Llibertat/LNNK (TB/LNNK). Després de les eleccions de 2006, el partit Per la Pàtria i la Llibertat/LNNK va ser afegit al govern, reforçant així la majoria de la coalició pujant els escons de 59 dels 100 que hi ha en total. En aquelles mateixes eleccions de l'any 2006, el Partit Popular (TP) va convertir-se en el partit amb més representació al Saeima.
El 7 de novembre de 2007, Kalvītis va anunciar que deixaria el càrrec el 5 de desembre, després d'haver trobat una forta oposició a la destitució del cap de l'oficina d'anticorrupció, Aleksejs Loskutovs. Arran de la situació, el 5 de desembre Kalvītis va reunir-se amb el President República Valdis Zatlers i va anunciar la seva renúncia juntament amb la del seu govern. Segons Kalvītis, en una declaració a la televisió aquell mateix dia, va dir que la renúncia era necessària per refredar la situació política del moment. Kalvītis va romandre en el càrrec fins al nomenament del seu successor, Ivars Godmanis.
La seva dona és Kristīne Kalvīte. Té tres fills Kärlis, Roberts i Rudolfs.